# Rue Notre-Dame-des-Victoires
La rue Notre-Dame-des-Victoires est une voie du 2e arrondissement de Paris, en France.

## Situation et accès
La rue Notre-Dame-des-Victoires est une voie publique située dans le 2e arrondissement de Paris. Elle débute au 9, place des Petits-Pères et se termine au 141, rue Montmartre.
Le quartier est desservi par la ligne 3 à la station Bourse.

## Origine du nom
Cette voie doit son nom à l'église Notre-Dame des Victoires qu'elle longe.

## Historique
La rue est la partie d'un chemin d'origine médiévale dans le prolongement de l'ancienne rue des Petits-Champs, actuelle rue Croix-des-Petits-Champs extérieure à l'enceinte de Charles V qui en interrompit la continuité vers 1380. La liaison avec le centre de Paris fut rétablie lors de la démolition de cette fortification en 1630. Des maisons sont construites à la fin du XVIe siècle ou au début du XVIIe siècle sur son côté est relié à la rue Montmartre par le « petit chemin herbu », actuelle rue Paul-Lelong, et par la « rue Jocquelet », actuelle rue Léon-Cladel.

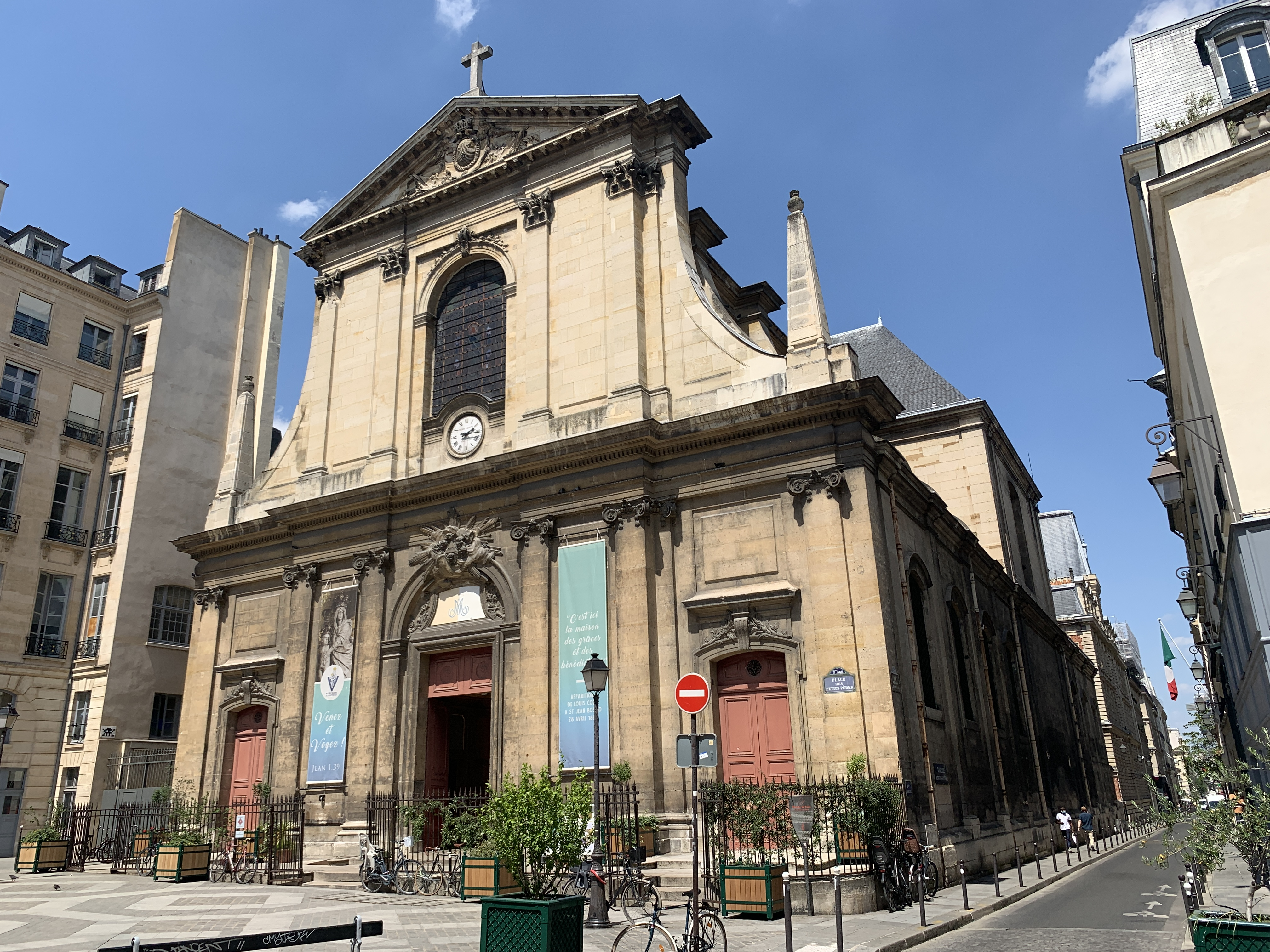
Le début de la rue avec la basilique Notre-Dame-des-Victoires.

Le couvent des Petits-Pères s'installe en 1628 sur la rive opposée. Son domaine s'étendait de la place des Petits-Pères à la partie de la rue des Filles-Saint-Thomas située à l'emplacement actuel de la place de la Bourse, comprenant la basilique Notre-Dame-des-Victoires qui était l'église du couvent. La caserne des Petits-Pères est établie à l'emplacement de l'ancien bâtiment monastique détruit en 1858, et également, à l'arrière, la Mairie du 2ème arrondissement.
Au début du XVIe siècle, la rue était nommée « chemin herbu » puis successivement « chemin des Marais », « rue des Augustins » et « rue des Victoires ».
À la Révolution française, la « commission des Cinq » donne l'ordre au général Jacques de Menou de Boussay d'occuper le couvent des Filles-Saint-Thomas, situé dans la rue des Filles-Saint-Thomas, qui donne dans la rue Notre-Dame-des-Victoires, car s'y réunit une « section sans cesse dénoncée à l'Assemblée nationale, dans les journaux, dans les cafés et les places publiques », comme « un repaire de modérés et de contre-révolutionnaires ».
Au nord, la rue faisait un coude (pour éviter une expropriation ) avant de rejoindre la rue Montmartre. En 1824, une ordonnance prévoit le prolongement de la rue sur une longueur de 12 mètres en ligne droite. L'ancien bout de rue est renommée rue Brongniart.
En 1830, le no 18 accueille une des premières agences de presse, l'Office-Correspondance.

## Bâtiments remarquables et lieux de mémoire
- No 3 et no 12, rue de la Banque : emplacement de la caserne des Petits-Pères, également appelée « caserne de la Banque[4] ».
- No 4 : situé dans la partie sud de la rue, ce bel immeuble abrite le consulat général du Mexique.

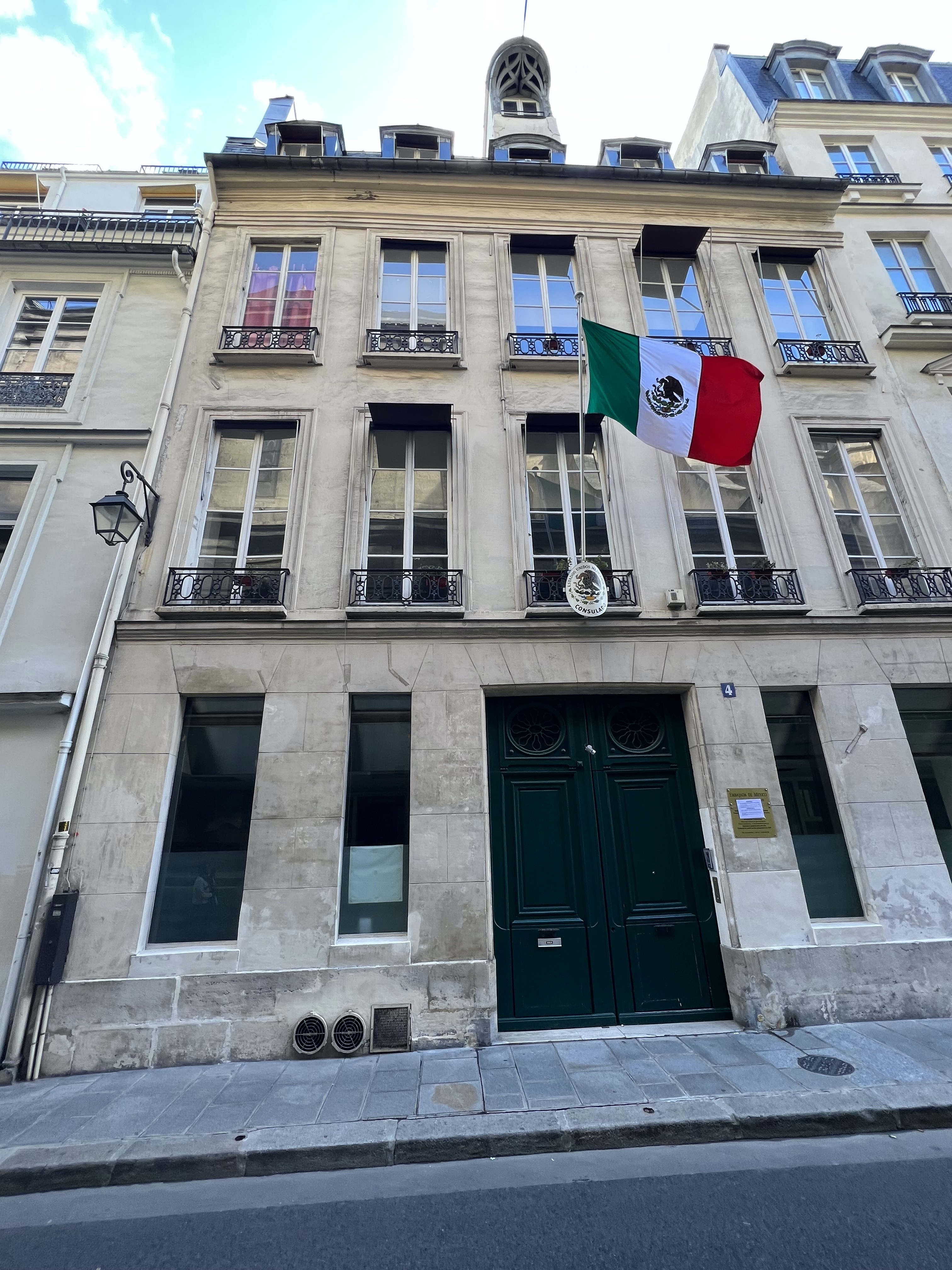
Consulat général du Mexique à Paris

- No 7 et no 25, rue Paul Lelong : siège de la joaillerie artisanale Or du Monde[5] avec une façade en granit Labrador classée réalisée en 1900 comme devanture d'un hôtel particulier[6].
- No 28 : emplacement de l'hôtel particulier ayant appartenu au financier Samuel Bernard puis à sa famille, jusqu'à son petit-fils, Gabriel Henri Bernard de Boulainvilliers, prévôt de Paris, qui le vend en 1785 au roi Louis XVI. Ce dernier y installe les bureaux des Messageries royales. Les Messageries disparaissent après l'ouverture de nombreuses lignes de chemin de fer, au milieu du XIXe siècle, et l'hôtel est démoli au percement de la rue Réaumur, en 1864 [7].
- No 32 : siège du mensuel Mieux vivre votre argent, fondé en 1979, et de plusieurs autres périodiques.
- No 40 : brasserie Gallopin, fondée en 1876 par Gustave Gallopin, une des plus anciennes brasseries de Paris, dans un magnifique décor de la fin du XIXe siècle, conservé pratiquement intact. Le bar et les boiseries sont en acajou de Cuba, les lustres possèdent des tulipes de verre, les chapelières sont en cuivre et les chapiteaux ont été dorés à la feuille d'or. À l'occasion de l'Exposition universelle de 1900, Gallopin aménage une  salle à l'arrière, éclairée par une grande verrière.

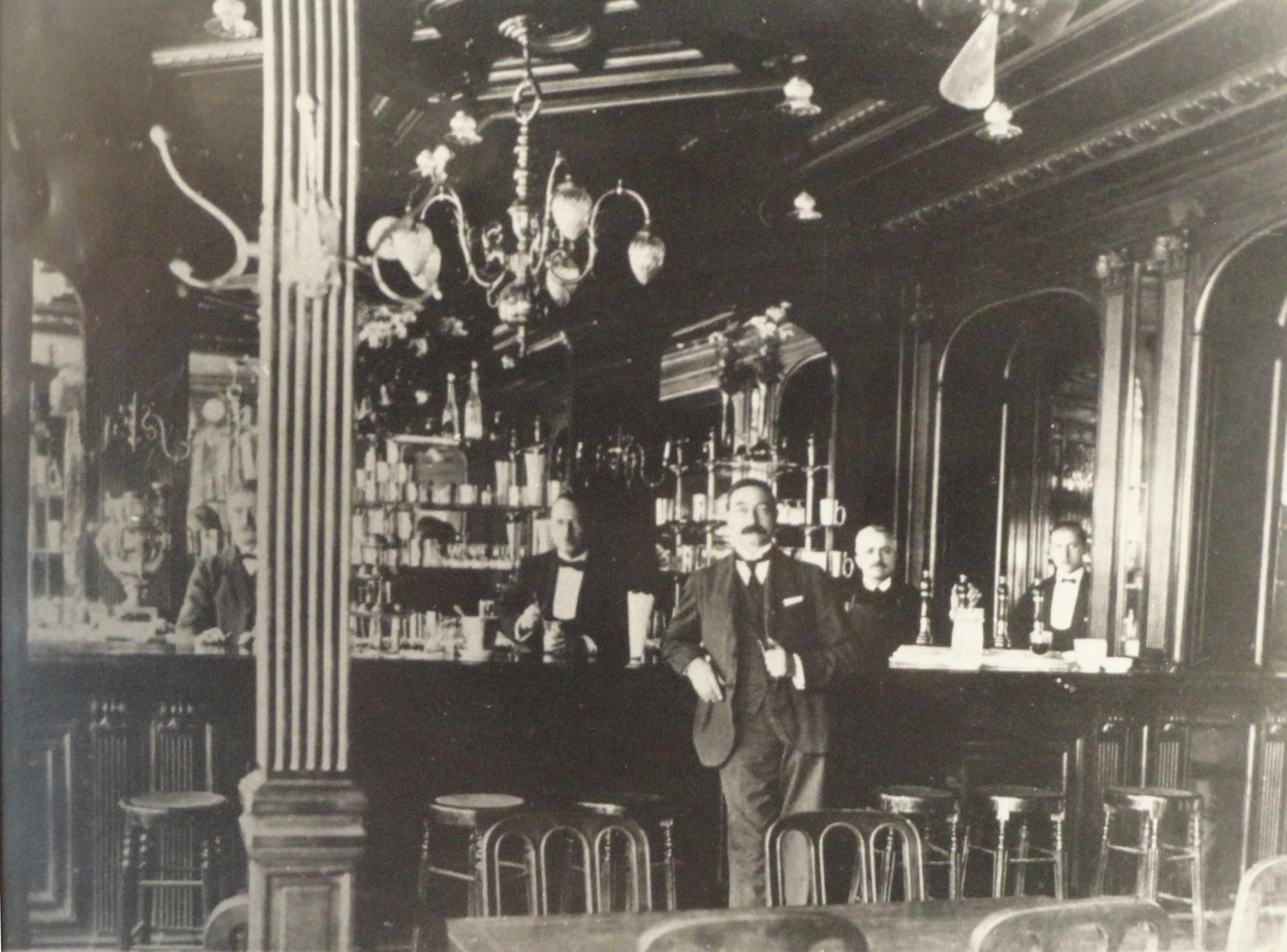
M. Gallopin dans sa brasserie à la fin du XIXe siècle.
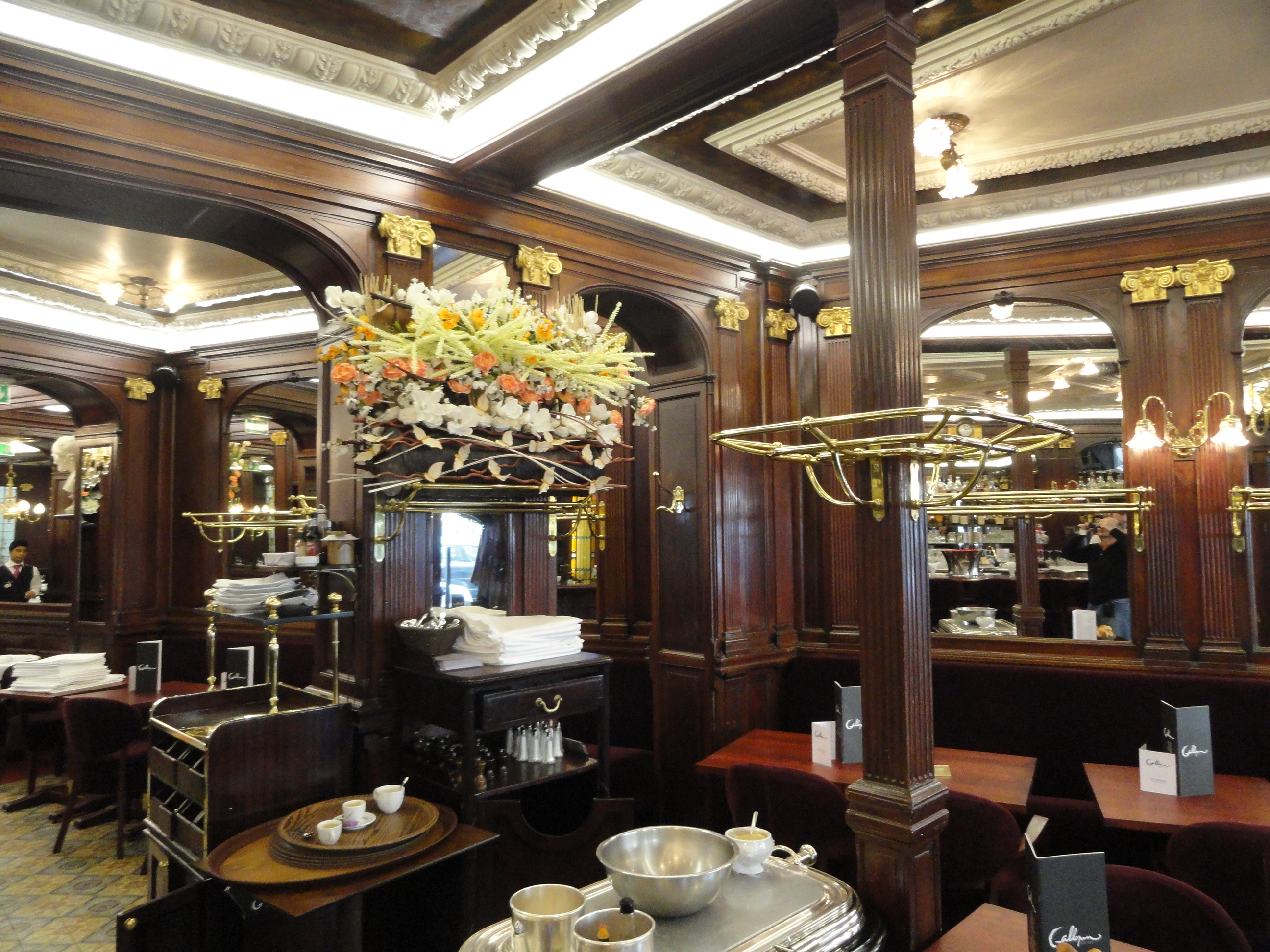
La brasserie avec ses murs en acajou, ses lampes tulipe et ses chapelières en cuivre.
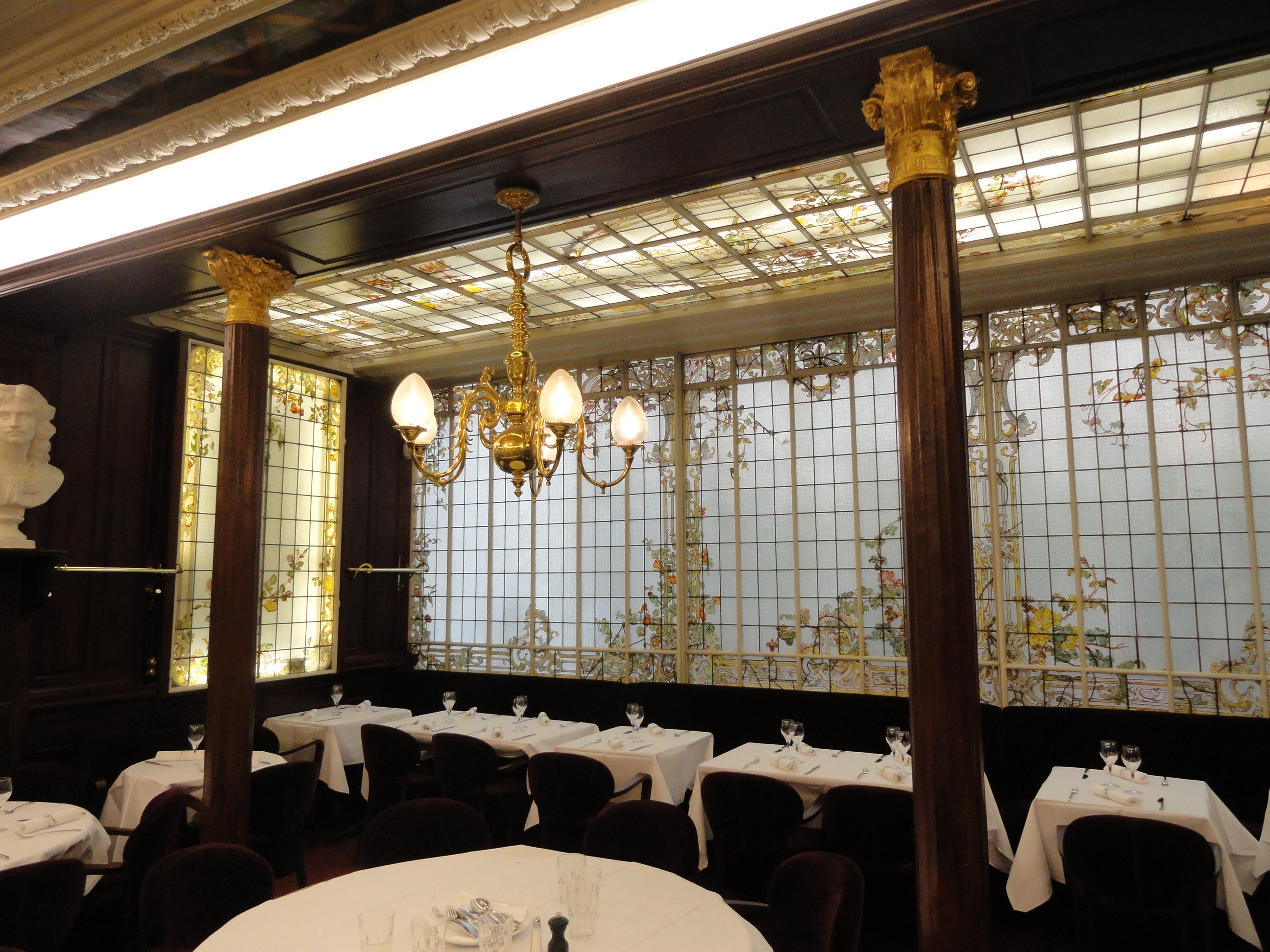
La verrière 1900, construite pour l'Exposition universelle.

- no 44 et no 46.

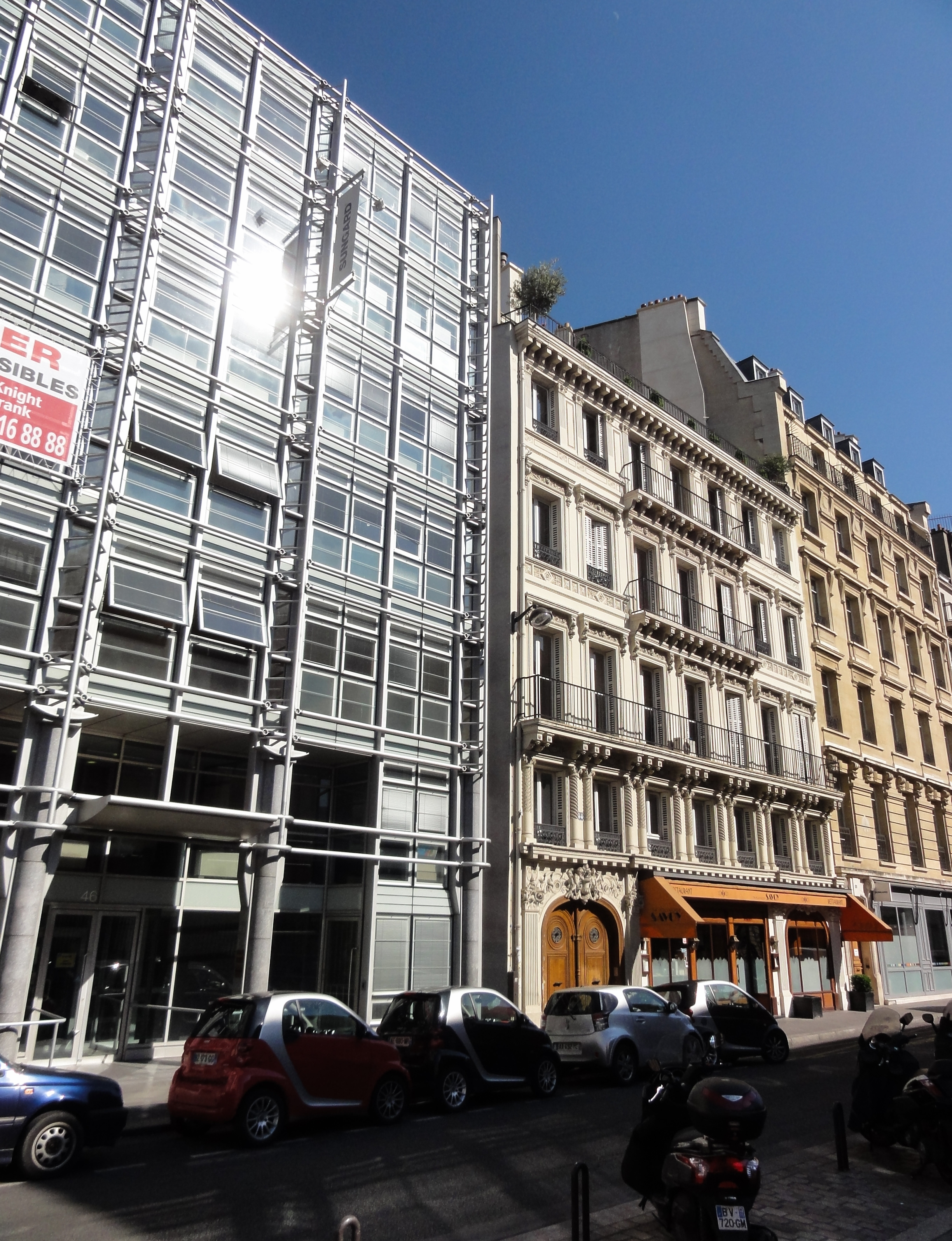

- No 46 : immeuble de style postmoderniste, construit en 1991 par l'architecte Jean-Jacques Ory. Cet immeuble a accueilli La Cote Desfossés, fusionnée avec La Tribune, pour créer La Tribune Desfossés en 1992. Georges Ghosn obtient alors la fermeture à la circulation de la rue pour y organiser une grande soirée dansante avec les salariés.

Il a aussi accueilli l'opérateur britannique de télécommunications Colt, spécialiste du haut-débit, et la société Victoire Télématique, leader de la télématique boursière en France, qui ont servi dans les années 1990 d'infrastructure aux premières sociétés de courtage en ligne et aux start-up du Silicon Sentier, grâce à un important câble des réseaux de télécommunications à haut débit.
- no 56

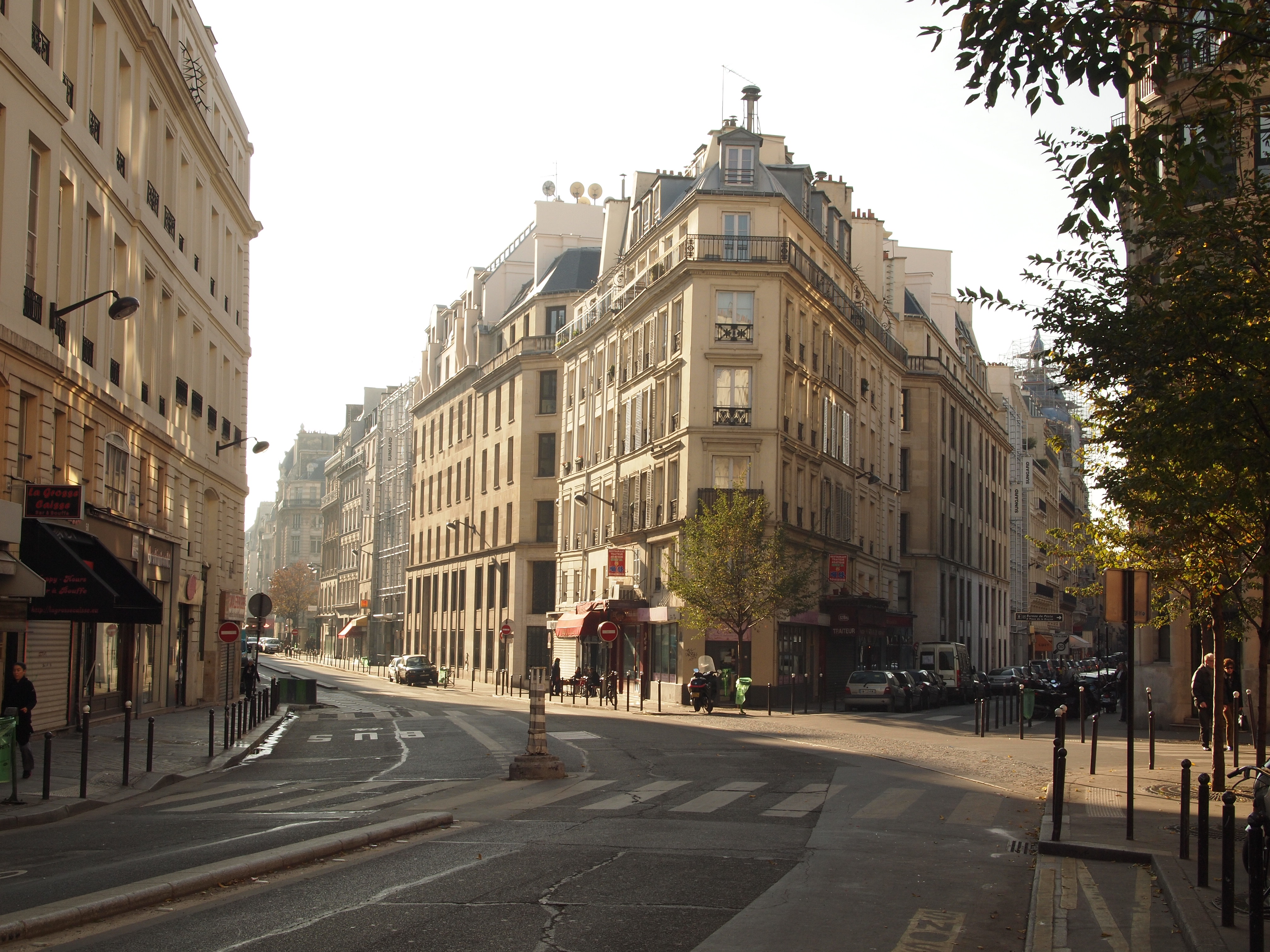
Rue Montmartre, à l'angle du no 56 de la rue Notre-Dame-des-Victoires, face-droite.

## Pour approfondir